# 聞一多
聞 一多（ぶん いった、簡体字：闻一多、繁体字：聞一多、ピンイン：Wén Yìduō、1899年11月24日（清光緒25年10月22日） - 1946年（民国35年）7月15日）は、中国の詩人、古典論家。名は家驊。字は友三、または友山。後に清華大学に入学後に名を多と改め、学友である潘光旦の勧めにより「一」の字を加え、筆名を一多とする。

青年期の聞一多

## 経歴
1899年、湖北省浠水県下巴河陳家嶺出身。家は地方の名望家で、6歳から師について『三字経』『幼学瓊林』『爾雅』と四書を読む。7歳になると師範学堂出身の家庭教師から新しく編纂された国文・歴史・博物・修身などの教科書を習う。11歳に武昌の両湖師範附属小学校に入ると同時に、叔父の経営する改良私塾で国文・英語・数学を学ぶ。13歳の時に辛亥革命（1911年）が起こり、難を避けて家に帰る。
1913年から清華大学で学ぶ間『清華週刊』の編輯に加わり、1919年の五四運動に応じて清華大学の代表団で書記の仕事を引き受けている。1922年からアメリカに留学しシカゴ美術館でファインアートや文学を学びつつ、詩集発表などの創作活動にも取り組んだ。1925年には帰国し、清華大学で教鞭を執った。日中戦争中は雲南省昆明で、疎開した大学を統合した西南連合大学で文学部長を務めた。
戦後は中国民主同盟の委員となり中国国民党の政治腐敗に抗議活動を行ったが、1946年に昆明において国民党の特務機関によって暗殺された。

## 『伏犧考』
聞一多が西南連合大学教授職時代の1942年に執筆した論文。三皇五帝の伏犧（伏羲）と女媧が中国少数民族のミャオ族の先祖に当たると論証し、加上説を検証する1つとなっている。また、伏犧と女媧のどちらも「中が空洞のもの」を表す共通の概念が分岐したという同一説をも展開した。

## 書籍
- 『聞一多全集』(1948年、開明書店)
- 『中国神話』(1989年2月、平凡社、中島みどり・訳注、ISBN 4-582-80497-7)